# The Amazing Virtual Sea-Monkeys
The Amazing Virtual Sea-Monkeys est un jeu de puzzle, publié sur consoles PlayStation et Game Boy Advance, et édité par Conspiracy Entertainment Corp. et Red Cap Software GmbH.

## Système de jeu
Le joueur contrôle Nautila, un poisson Babel dont la mission est d'entretenir et de rendre heureux des créatures sous-marines appelées les Sea Monkeys,. Le jeu comprend 70 niveaux, plusieurs mini-jeux et des énigmes.

## Accueil
PC Magazine attribue au jeu une note de 3 sur 5 expliquant que : « dans ce jeu à la Sims, vous devez garder vos Sea-Monkeys en bonne santé et devez les rendre heureux en leur achetant de la nourriture, des jouets et leur trouver des amis poissons. En retour, ils danseront et chanteront pour vous. Même si ce n'est pas si surprenant, Virtual Sea-Monkeys se rapproche de ce que promet un comic book. »